# 16 novembre dans les chemins de fer
16 octobre 16 décembre
Chronologies thématiques
- Croisades
- Sports
- Disney

Cette page concerne les événements qui se sont déroulés un 16 novembre dans les chemins de fer.

## Événements

### XXesiècle
- 1914 : en France, en Charente, un tramway d'Angoulême a un problème de freins dans une descente, il déraille, franchit un parapet et s'écrase dix mètres en contrebas des remparts. Le bilan est de onze morts — dont le conducteur qui décède deux jours après — et vingt-six blessés[1].
- 1957 : en France, en Vendée, à Chantonnay, une collision frontale entre un train de marchandise à vapeur et un autorail (le X 3803) entraîne la mort de 29 personnes et fait 22 blessés[2].
- 1994 : en France, fin de l'enquête d'utilité publique de la ligne à grande vitesse Est européenne. Cette enquête mènera à la déclaration d'utilité publique de la ligne le 14 mai 1996[3].
- 1995 : au Canada, Privatisation du Canadien National, l'État cède la totalité du capital pour 2,16 milliards de dollars canadiens à des repreneurs privés canadiens et américains.
- 2000 : aux États-Unis, mise en service d'Acela, train rapide sur la liaison Washington-New York-Boston. Ce train dérivé du TGV français atteint une vitesse commerciale de 241 km/h sur certains tronçons d'une infrastructure classique. Voir aussi Acela